# John Mbadi
John Mbadi est un homme politique kényan.
En 2007, il est élu député de la circonscription de Gwassi, dans le comté de Homa Bay sous l'étiquette du Orange Democratic Movement (ODM).